# ماتياس بوخهولتس
ماتياس بوتشولز (بالألمانية: Matthias Buchholz)‏ هو عازف كمان ‏ ألماني، ولد في 14 ديسمبر 1957.